# نوتوریوس بی.آی.جی
کریستوفر جورج لِتور والاس (به انگلیسی: Christopher George Latore Wallace) (زاده ۲۱ مه ۱۹۷۲ – درگذشته ۹ مارس ۱۹۹۷)، که بیشتر با نام‌های هنری خود نوتوریوس بی.آی. جی، بیگی اسمالز، یا به اختصار بیگی شناخته می‌شود، یک رپر آمریکایی بود. او که ریشه در هیپ هاپ ساحل شرقی و به ویژه گنگستا رپ داشت، در فهرست رسانه‌های مختلف به عنوان یکی از بزرگ‌ترین رپرهای تمام دوران ذکر شده‌است. ترانه‌های والاس به روان بودن، داستان‌پردازی و فضای تاریک‌شان شناخته می‌شوند. موسیقی او اغلب روایتگر مشکلات زندگی و فعالیت‌های خلاف‌ در کنار عیاشی و خوش‌گذرانی بود.
والاس در بروکلین به دنیا آمد و بزرگ شد. او با لیبل شان «پافی» کومز، بد بوی رکوردز، در سال ۱۹۹۳ قرارداد امضا کرد و از طریق تک آهنگ‌های چند هنرمند دیگر در آن سال مورد توجه قرار گرفت. اولین آلبوم او آماده برای مردن (۱۹۹۴) با استقبال گسترده منتقدان مواجه شد که شامل آهنگ‌های صاحب نام او «جوسی» و «بیگ پاپ‌پا» بود. این آلبوم او را به نماد اصلی هیپ هاپ ساحل شرقی تبدیل کرد و در زمانی که صحنه هیپ هاپ ساحل غربی بر موسیقی هیپ هاپ تسلط داشت، نظرها به هیپ هاپ نیویورک دوباره جلب شد. والاس در سال ۱۹۹۵، جایزه رپر سال جوایز موسیقی بیلبورد را دریافت کرد. در همان سال، او گروه تحت حمایت خود به نام جونیور مافیا، گروهی متشکل از خودش و دوستان قدیمی او، از جمله لیل کیم، را به موفقیت تجاری رساند.
در طول سال ۱۹۹۶، والاس در هنگام ضبط دومین آلبوم خود، شدیداً درگیر رقابت بین هیپ هاپ ساحل شرقی و ساحل غربی شد. پس از کشته‌شدن توپاک شکور در یک تیراندازی در لاس وگاس در سپتامبر ۱۹۹۶، گمانه زنی‌هایی مبنی بر دست داشتن او در قتل شکور پخش شد که در نتیجه یک درگیری عمومی را برانگیخت. در ۹ مارس ۱۹۹۷، شش ماه پس از مرگ شکور، والاس هنگام بازدید از لس آنجلس توسط فرد ناشناسی در یک تیراندازی به قتل رسید. دومین آلبوم او زندگی پس از مرگ که یک دابل آلبوم بود، دو هفته بعد منتشر شد. این آلبوم به شماره یک بیلبورد ۲۰۰ رسید و در نهایت گواهی فروش الماس را در ایالات متحده کسب کرد.
با انتشار یافتن دو آلبوم دیگر پس از مرگ، آمار فروش بیش از ۲۸ میلیون نسخه در ایالات متحده، از جمله ۲۱ میلیون آلبوم، از او به‌طور رسمی ثبت شده‌است. رولینگ استون، بیلبورد و مجله سورس وی را بزرگ‌ترین رپر تاریخ نامیده‌اند. در سال ۲۰۰۶، ام‌تی‌وی او را در رتبه سوم فهرست بهترین اِم‌سی های تمام دوران قرار داد. همچنین در سال ۲۰۲۰، والاس به تالار مشاهیر راک اند رول معرفی شد.